# Malapoenna parvifolia
Malapoenna parvifolia là loài thực vật có hoa trong họ Nguyệt quế. Loài này được (Hemsl.) Kuntze miêu tả khoa học đầu tiên năm 1891.